# Dieppe Bay

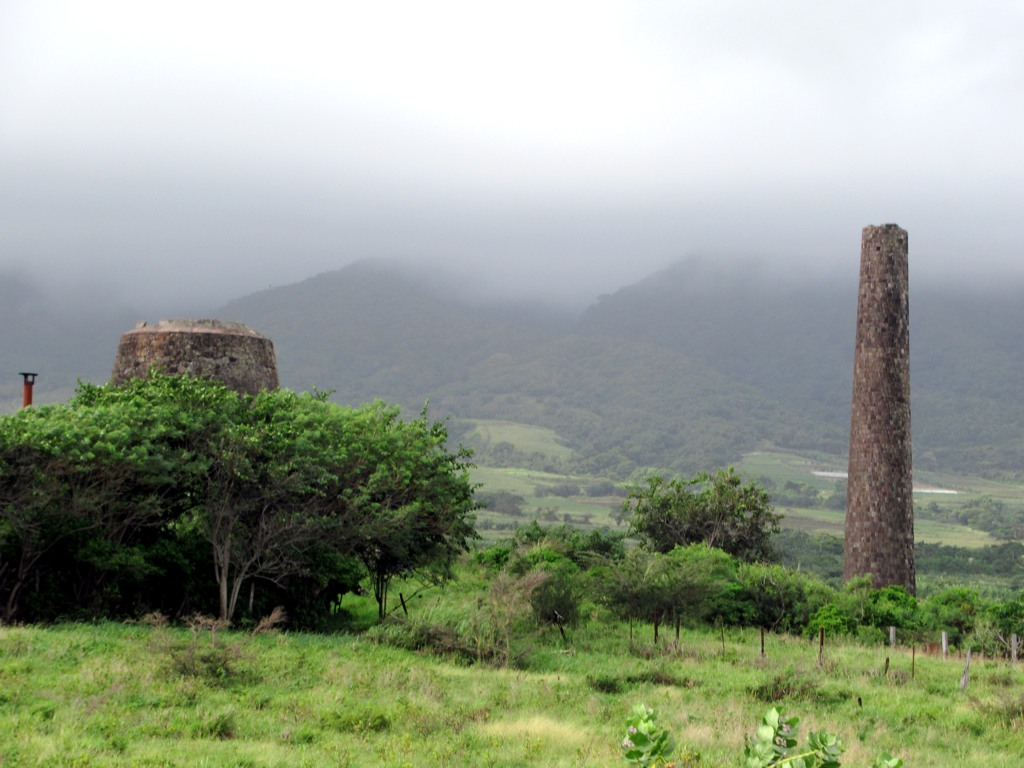
Ruïne van een suikerrietfabriek ten oosten van Dieppe Bay

Dieppe Bay is een havenplaats in de parish Saint John Capisterre in Saint Kitts en Nevis. Het bevindt zich ongeveer 16 km ten noordwesten van de hoofdstad Basseterre. Het was de eerste nederzetting van de Fransen op Saint Kitts.

## Geschiedenis
In 1538 werd Dieppe Bay als eerste niet-Spaanse kolonie gesticht door Franse Hugenoten. De Spanjaarden hoorden van het bestaan van de kolonie, en Dieppe Bay werd aangevallen en de kolonisten werden verdreven. In 1625 arriveerde Franse kaapvaarders onder leiding van Pierre D’Esnambuc op Saint Kitts, omdat hun schepen waren beschadigd na een gevecht met een Spaanse galjoen. De Fransen vestigden zich in Dieppe Bay, en de plaats werd opnieuw opgebouwd. Het heeft de status van town vanwege zijn historische betekenis, maar is gereduceerd tot een klein vissersdorp.

## Dieppe Bay Beach
Dieppe Bay Beach is een strand bij Dieppe Bay. Het zand is zwart vanwege de vulkanische oorsprong en is vermengd met lichtere strepen. De baai is door een koraalrif beschermd en heeft kalm water. Het water is rijk aan vissen en geschikt voor snorkelen en duiken.
- Virtual International Authority File: 164477229